# Mecanisburgo (álbum)
Mecanisburgo es el octavo disco doble (compuesto por un CD de audio y por un CD-ROM interactivo) del grupo musical Aviador Dro editado en el año 2001 por el sello "Cosmos Records" bajo la referencia COSCD020.

Dejando aparte diversos discos recopilatorios y en directo editados, "Mecanisburgo" es el primer disco en estudio de Aviador Dro desde aquel lejano "Trance" editado en 1991. 

"Mecanisburgo" es el nombre de la ciudad virtual ideada por el Aviador Dro, en el CD-ROM de la cual se puede encontrar información sobre su historia, una galería de los personajes que 
pueblan Mecanisburgo, con sus distintas características y habilidades (entre los cuales se encuentran clásicos de su discografía, tales como "Aelita", "Olinka", "Mafarka" o "Néstor el Cyborg"), así como del Frente de Liberación Mutante, una guía de la ciudad con planos detallados de la misma, imágenes de sus monumentos, edificios, calles y lugares de interés, además de un formulario para que cualquier persona pueda formar parte de la ciudadanía de Mecanisburgo como si un juego de rol se tratase.

## Lista de canciones
| Título                  | Autor                                | Duración |
| ----------------------- | ------------------------------------ | -------- |
| Gran Plaza Asimov       | Servando Carballar                   | 4:04     |
| Mecanisburgo            | Servando Carballar, Ismael Contreras | 5:52     |
| Olinka                  | Servando Carballar                   | 5:05     |
| Inteligencia artificial | Servando Carballar                   | 5:07     |
| Punzante                | Servando Carballar                   | 5:48     |
| Mafarka                 | Servando Carballar                   | 3:54     |
| Carnívoro               | Servando Carballar                   | 4:48     |
| Cybercafé               | Servando Carballar, Ismael Contreras | 4:54     |
| Desactivado             | Servando Carballar, Ismael Contreras | 4:55     |
| Cronoscafo              | Servando Carballar                   | 5:08     |
| El infierno de Dante    | Servando Carballar                   | 7:21     |
| Campos rodantes         | Servando Carballar, Ismael Contreras | 4:42     |